# Belgische Motorrijdersbond
De Belgische Motorrijdersbond (BMB), in het Frans Fédération Motocycliste de Belgique (FMB), is de nationale motorsportvereniging in België. 

## Geschiedenis
De Belgische Motorrijdersbond werd in 1912 opgericht in Brussel. Door de komst van gemechaniseerd vervoer en het ontluiken van een Belgisch motorindustrie (FN, Gillet, Saroléa) ontwikkelde het motorrijden zich vrij snel in België. Vanaf de jaren 1920 ontstonden er dan ook motorsportkampioenschappen. Aanvankelijk beperkte zich dat tot snelheid. Aangezien België toen geen enkel permanente circuit telde vonden deze allemaal op stratencircuits plaats. Er werd geracet op het circuit van Spa-Francorchamps, in Chimay, maar ook in Mettet.
Vanaf de jaren 1930 begon ook de terreinsport zich te ontwikkelen in België. In maart 1934 organiseerde journalist, en voorzitter van de Motor Unie Leuven, Jacques Ickx de allereerste motorcrosswedstrijd. Deze vond plaats aan de Zoete Waters te Oud-Heverlee. Na de Tweede Wereldoorlog begon de motorsport pas echt populair te worden. Vanaf 1949 prijkte Spa-Francorchamps op de kalender van het wereldkampioenschap snelheid. Op 17 juli 1949 werd de allereerste GP van België daar verreden. Quasi tegelijkertijd begon ook de motorcross aan een opmars. In 1948 won het Belgische team de tweede editie van de Motocross des Nations in Spa. In de late jaren 40 en vroege jaren 50 waren wedstrijden met meer dan 50.000 toeschouwer geen uitzondering. Vanaf 1952 domineren Belgische rijders als Victor Leloup en Auguste Mingels het Europees kampioenschap motorcross (voorloper van het WK Motorcross). In 1958 – het tweede seizoen van het WK Motorcross 500cc – kroont Herentalsenaar René Baeten zich tot de eerste Belgische wereldkampioen motorcross.

## Structuur
De BMB vertegenwoordigt de mondiale motorsportfederatie FIM op het Belgisch grondgebied. Daarnaast is de BMB is een stichtend lid van de Motorcycle Council (MCC) en tevens lid van het BOIC. Naast de nationale koepel heeft de BMB ook twee regionale liga’s: de Vlaamse Motorrijdersbond van België (VMBB) voor Vlaanderen en de Fédération Motocycliste Wallonne de Belgique (FMWB) voor Wallonië. 
De activiteiten van de BMB zijn tweeledig. Enerzijds is er de organisatie van motorsportkampioenschappen, anderzijds is er ook het recreatieve motorrijden of motortoerisme.

### Sport
Anno 2014 vallen volgende motorsporttakken onder auspiciën van de BMB: Enduro, Cross-Country, Klassieke wegrace, Motorcross, Speedway, Supermoto, Trial, Wegrace, Wegrally.
Naast de nationale wedstrijden organiseren BMB-clubs ook Internationale wedstrijden, waaronder: het WK Supermoto, Het WK Junior Motorcross, Het WK Trial en het EK Trial.

### Toerrijden
De toerisme-afdeling van de BMB verenigt de toerrijders. Zij beoefenen het motorrijden als hobby. Op de toerisme-kalender staan jaarlijks ongeveer 70 treffens in België, en nog eens evenveel in het buitenland, verspreid over heel Europa.
De Commissie voor het Motorrijden in de Vrije Tijd heeft verschillende kampioenschappen in het leven geroepen. De rangschikkingen worden opgemaakt op basis van de afgelegde kilometers, of naargelang de regelmaat waarmee de rijders deelnemen aan de treffens.
Elk jaar organiseert de bond in juni de BMB Ronde, waarbij de deelnemers in een tijdspanne van ongeveer 22 uur een afstand van 1000 km afleggen door heel België.